# 宋清源
宋清源（1717年5月24日—1797年1月20日)，字天波，號含齋，江蘇蘇州府元和縣人，清朝政治人物。

## 生平
宋清源來自蘇州長洲宋氏家族。曾祖宋振業為康熙十五年（1676年）丙辰科武進士，祖父宋敏行為長洲庠生；父宋耔（字載培，號養真，1690-1760）為宋敏行長子，府庠生。母為莊朝生第六女。從兄宋巨源，從弟宋淇源。
宋清源為元和監生，乾隆十九年（1754年）任福建興化府通判，二十三年（1758年）任台灣縣知縣，管轄約今台灣南部之嘉義縣、嘉義市、台南市全境及高雄市部份區域。該區域面積約為4500平方公里，亦是清治時期台灣島之漢人集中地所在。同年任台灣府海防補盜同知，二十五年（1760年）再任台灣縣知縣，同年丁父憂。服闋，三十四年（1769年）任廣西梧州府同知，三十七年（1772年）調思恩府同知，因同祖從弟宋淇源時任廣西左江道，依據迴避制度改任廣東廉州府同知，同年調廣州府海防軍民同知，三十八年（1773年）署東莞縣知縣，三十九年（1774年）任甲午科廣東鄉試內監試官，授奉政大夫。嘉慶元年十二月二十三日（1797年1月20日）卒於里。宋清源著有《含齋詩稿》（（民國）《吳縣志》記宋清源著《合齋詩鈔》）。

## 家庭
夫人為申穟曾孫女、申景雲女；繼妻為知縣程士敏女；再繼妻為州同周國鳳女；側室曹氏與鍾氏。有六子：宋來遠、宋棣遠、宋楷遠、宋桂遠、宋椿遠及宋彬遠。還有五女：長女嫁監生陸學淵；次女嫁長洲庠生韓炳；三女嫁通判顧桓；四女嫁縣丞泰州程應鐘；五女嫁崑山王書霖。
| 前任： 孟侯 | 台灣府台灣縣知縣 1758年上任 | 繼任： 夏瑚 |

| 前任： 夏瑚 | 台灣府台灣縣知縣 1760年上任 | 繼任： 陶紹景 |

| 前任： 傅爾泰 | 台灣府海防補盜同知 1758年上任 | 繼任： 何愷 |